# Marta Xargay
Pour les articles homonymes, voir Xargay.
Marta Xargay, née le 20 décembre 1990 à Gérone, est une joueuse espagnole de basket-ball, évoluant au poste d'arrière.

## Biographie
Après avoir passé toute son début de carrière en Espagne, avec notamment le titre 2011 en Euroligue, elle rejoint pour 2015-2016 le champion européen en titre, Prague, qu'elle mène jusqu'au Final Four.
Non draftée, elle fait ses débuts en WNBA à l'été 2015 avec le champion sortant le Mercury de Phoenix, qu'elle rejoint après le championnat d'Europe. Elle s'adapte bien à ce nouveau contexte où elle joue fréquemment au poste de meneuse pour suppléer Leilani Mitchell - hormis six matches d'absence en raison d'une blessure à la cheville- tâche qui revenait avant son arrivée à Noelle Quinn, plus à l'aise en arrière shooteuse. La bonne entente du duo formé par elle et Quinn est apprécié par la coach Sandy Brondello. Le 23 août, elle connaît sa première titularisation reléguant Leilani Mitchell sur le banc, inscrivant 7 points (3 tirs réussis sur 5) et quatre passes décisives en 23 minutes pour contribuer à la victoire des siennes face au Lynx du Minnesota, sa coach la félicitant du tempo plus rapide qu'elle donne à l'équipe. Les moyennes de sa saison rookie sont de 3,9 points et 2,4 passes décisives en 17,5 minutes. Début juillet 2016, elle effectue son retour avec le Mercury. 
Durant l'été 2021, elle annonce sa retraite sportive.

### Équipe nationale
Après la médaille d'or récoltée avec les U16 en 2006, elle obtient la  médaille d'argent au championnat d'Europe U18 2007, l'Espagne emmenée par Alba Torrens étant battue 72 à 48 en finale par les Serbes avec 7 points inscrits par Xargay, puis à la cinquième place l'année suivante.
En 2009, les Espagnoles obtiennent la médaille d'or au championnat d'Europe U20, défaites 74-52 en finale par les Françaises. Quelques semaines plus tard, lors du championnat du monde U19 organisé en Thaïlande, elle inscrit 12 points lors de la finale remportée 87 à 71 par l'équipe américaine, qui comprenait notamment Skylar Diggins et Nneka Ogwumike.
Elle fait ses débuts avec l'équipe nationale seniors pour le championnat d'Europe 2011 où l'Espagne se classe seulement neuvième, non qualifiée pour les quarts de finale. L'Espagne s'impose en revanche en finale face à la France à l'Euro 2013, puis obtient encore une médaille de bronze lors de l'édition 2015.
Lors de la coupe du monde 2018, l'équipe obtient la médaille de bronze, cette fois face à la Belgique.

## Club
- 1996-2003 :  C.E. Vedruna
- 2003-2005 :  C.E.S.E.T
- 2005-2009 :  Uni Gérone CB
- 2009-2015 :  Perfumerias Avenida Salamanque
- 2015-2018 :  USK Prague
- 2018-2020 :  Dynamo Koursk
- 2020-2021  :  Uni Gérone CB

Ligue d'été
- 2015-2016 :  Mercury de Phoenix

## Palmarès

### Club
- Championne d'Espagne : 2011, 2013.
- Coupe de la Reine : 2012, 2014, 2015.
- Supercoupe d'Espagne: 2010, 2011, 2012, 2013, 2014.
- Vainqueur de l'Euroligue 2011.
- Supercoupe d'Europe : 2011.

### Sélection nationale
- Médaille d'or au championnat d'Europe U16 2006
- Médaille d'argent au championnat d'Europe U18 2007[6]
- Médaille d'argent au championnat du monde U19 2009[9]
- Médaille d'argent au championnat d'Europe U20 2009[8]
- Médaille d'or au championnat d'Europe 2013 en France
- Médaille d’argent du Championnat du monde 2014[11]
- Médaille de bronze au championnat d'Europe 2015 en Hongrie et Roumanie
- Médaille d'argent aux Jeux olympiques de 2016[12]
- Médaille de bronze à la coupe du monde 2018[10]
- Médaille d'or au Championnat d'Europe 2019 à Belgrade (Serbie)[13]

## Distinction personnelle
- Meilleur cinq du Championnat d'Europe 2019 à Belgrade (Serbie)[14]

## Vie privée
En mai 2021, elle annonce son intention d'épouser la joueuse américaine Breanna Stewart. Le couple s'est marié le 6 juillet 2021 sur le toit de l'immeuble de Stewart. Le 9 août 2021, leur fille Ruby est née via une gestation pour autrui.